# Platmos
Platmos (Plagiothecium) is een geslacht van mossen uit de platmosfamilie (Plagiotheciaceae).

## Kenmerken
De middelgrote tot robuuste, altijd uitgestrekte soorten van dit geslacht groeien meestal onvertakt.
De stengels hebben twee rijen platte bladeren, slechts in zeldzame gevallen lijken ze op dakpannen. De ovale tot lancetvormige bladeren zijn meestal min of meer asymmetrisch en lopen meestal langs de stengel af. De bladrand is hooguit aan de bladtop fijn gezaagd. Een ader ontbreekt of is kort en dubbel. De cellen van het bladoppervlak zijn langwerpig en smal.
De sporenkapsels kunnen rechtop of gekanteld staan. Ze worden afgesloten door een kegelvormig of kortsnavelig deksel.
Veel soorten kunnen zich vegetatief voortplanten door langwerpige, meercellige broedlichamen die op de bladeren of in de bladoksels worden gevormd.

## Verspreiding
Het geslacht wordt wereldwijd verspreid, maar vooral in gebieden met een gematigd klimaat.
De meeste Europese soorten groeien in bossen op een grote verscheidenheid aan substraten.

## Soorten
Het geslacht bestaat uit ongeveer honderd soorten, waarvan sommige moeilijk van elkaar te onderscheiden zijn. Recent onderzoek suggereert dat het probleem voortkomt uit een poging om niet-scheidbare phyla in verschillende soorten te scheiden. In de volgende lijst van Europese soorten afgeleid van Frey et al. 1995 (“Kleine Kryptogamenflora”), sommige soorten zijn daarom bij elkaar gegroepeerd.
- Ondergeslacht Plagiotheciella met planten met symmetrische bladeren:
  - Plagiothecium latebricola - Dwergplatmos
  - Plagiothecium piliferum
- Ondergeslacht Plagiothecium met krachtigere planten met asymmetrische bladeren:
  - Plagiothecium berggrenianum
  - Plagiothecium denticulatum (incl. P. ruthei) - Glanzend platmos
  - Plagiothecium cavifolium - Lössplatmos
  - Plagiothecium laetum - Krom platmos
  - Plagiothecium neckeroideum
  - Plagiothecium platyphyllum
  - P. nemorale - Groot platmos
  - Plagiothecium undulatum - Gerimpeld platmos